# Балазик
Балазик (фр. Balazuc) насеље је и општина у источној Француској у региону Рона-Алпи, у департману Ардеш која припада префектури Ларжантјер.
По подацима из 2011. године у општини је живело 348 становника, а густина насељености је износила 18,41 становника/km². Општина се простире на површини од 18,9 km². Налази се на средњој надморској висини од 159 метара (максималној 379 m, а минималној 113 m).

## Демографија
| 1962. | 1968. | 1975. | 1982. | 1990. | 1999. | 2011. |
| ----- | ----- | ----- | ----- | ----- | ----- | ----- |
| 188   | 218   | 213   | 275   | 277   | 337   | 348   |

График промене броја становника у току последњих година